# Bark (fortyfikacja)

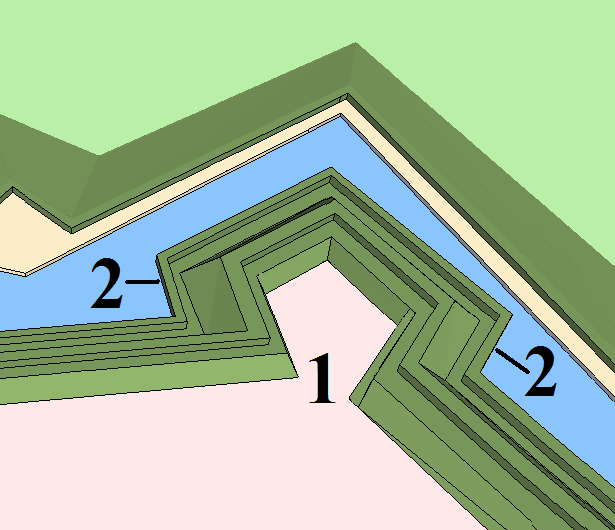
Bark (2) bastionu

Bark – w dawnej fortyfikacji bok dzieła obronnego. W przypadku fortów łączy czoło z szyją, przeważnie zaopatrzony w stanowiska do prowadzenia ognia flankującego międzypole, np. bark bastionu czy bark lunety.